# Walter Coy
Walter Coy est un acteur américain, né le 31 janvier 1909 à Great Falls, dans l'État du Montana, et mort le 11 décembre 1974 à Santa Maria, comté de Santa Barbara en Californie.

## Filmographie
- 1950 : Barricade de Peter Godfrey
- 1952 : L'Escadrille de l'enfer (Flat Top) de Lesley Selander
- 1952 : Les Indomptables (The Lusty Men) de Nicholas Ray et Robert Parrish
- 1953 : Mon grand (So Big) de Robert Wise
- 1953 : La Perle noire (All the Brothers Were Valiant) de Richard Thorpe
- 1954 : Le Signe du païen (Sign of the Pagan) de Douglas Sirk
- 1954 : Le Fantôme de la rue Morgue (Phantom of the Rue Morgue) de Roy Del Ruth
- 1954 : Des monstres attaquent la ville (Them!) de Gordon Douglas
- 1955 : Le Gang des jeunes (Running Wild) d'Abner Biberman
- 1955 : Le Culte du cobra (Cult of the Cobra) de Francis D. Lyon
- 1955 : Un jeu risqué (Wichita) de Jacques Tourneur
- 1956 : Les Piliers du ciel (Pillars of the Sky) de George Marshall
- 1956 : La première balle tue (The Fastest Gun Alive) de Russell Rouse
- 1959 : Le Shérif aux mains rouges (The Gunfight at Dodge City) de Joseph M. Newman
- 1959 : L'Homme aux colts d'or (Warlock) d'Edward Dmytryk
- 1959 : Au nom de la loi (TV) : saison 2 épisode 4 (Le Tunnel/Breakout) : Warden
- 1964 : I Eat Your Skin (Zombies) de Del Tenney
- 1968 : Le Virginien (TV) saison 6 épisode 17 (Jed) : Tom Tallman
- 1969 : Le Virginien (TV) saison 7 épisode 16 (Last grave at socorro creek) : Bartender